# Нуждихин, Григорий Иванович
Григо́рий Ива́нович Нужди́хин (15 июля 1927, Рязанская область — 21 августа 2019) — советский организатор угольной промышленности. Лауреат государственной премии СССР, профессор, кандидат технических наук. Почётный гражданин Тульской области

## Биография
Родился 15 июля 1927 года в селе Секирино Скопинского района Рязанской области . В 1944 году начал работать электрослесарем на шахте треста «Калининуголь» Тульской области. Как перспективный работник по комсомольской путёвке был направлен на учёбу в Московский горный институт (сейчас — один из институтов НИТУ «МИСиС»), где по окончании получил диплом горного инженера. Прошёл все ступени руководителя шахтёрского коллектива — от помощника начальника участка до начальника комбината «Тулауголь». В 1969 году была присуждена Государственная премия СССР за разработку и внедрение высокоэффективной технологии и организации добычи угля.
В 1978 году был переведен на работу в Москву на должность заместителя министра угольной промышленности СССР курировал экономику и кадры. Внес огромный вклад в развитие Подмосковного угольного бассейна и угольной промышленности страны в целом, умело сочетая производственную деятельность с научной работой. Руководил рядом научных отраслевых программ, осуществлял большую педагогическую работу в качестве профессора кафедры организации и управления в горной промышленности Московского горного института.
С 1979 по 1987 гг. был главным редактором журнала «Уголь».
Горный генеральный директор 1-го ранга.
С 1990 года персональный пенсионер союзного значения.
Умер в Москве 21 августа 2019 года. Похоронен на Троекуровском кладбище 

## Семья
Жена — Нуждихина Анастасия Ивановна (1926—2015). Похоронена на Троекуровском кладбище Москвы.
Сыновья:
- Вячеслав Григорьевич Нуждихин (1951—2004) — был заведующим кафедрой робототехники и робототехнических систем Тульского политехнического института [4]
- Александр Григорьевич Нуждихин (1955 г.р.) — топ-менеджер в угледобывающей отрасли.

## Награды
- Орден Ленина
- Орден Октябрьской Революции
- Орден Трудового Красного Знамени, (1986)
- Орден Трудового Красного Знамени, (1971)

Медали:
- Медаль «За доблестный труд в Великой Отечественной войне 1941—1945 гг.»
- Медаль «В ознаменование 100-летия со дня рождения Владимира Ильича Ленина»
- Медаль «Ветеран труда»
- Медаль «В память 850-летия Москвы»
- Знак «Шахтёрская слава»
- Почётная грамота Президента Российской Федерации (Распоряжение Президента РФ от 21.08.2017 № 293-рп)